# Sains-lès-Fressin
Sains-lès-Fressin là một xã ở tỉnh Pas-de-Calais miền bắc nước Pháp.

## Địa lý
Sains-lès-Fressin có cự ly 27 km về phía đông Montreuil-sur-Mer, trên một vùng đất cao giữa Fressin và Créquy trên đường D155.

## Dân số
| 1962                                                              | 1968 | 1975 | 1982 | 1990 | 1999 | 2006 |
| ----------------------------------------------------------------- | ---- | ---- | ---- | ---- | ---- | ---- |
| 139                                                               | 145  | 148  | 145  | 146  | 173  | 186  |
| Số liệu điều tra dân số tính từ năm 1962, dân số chỉ tính một lần |      |      |      |      |      |      |

## Địa điểm nổi bật
- Nhà thờ St.Jacques, thế kỷ 16